# Mikko Ronkainen
Mikko Ronkainen, född 25 november 1978 i Muurame, Västra Finlands län, Finland, är en finsk freestyleåkare.
Mikko Ronkainen vann OS-silver i puckelpist för herrar vid vinter-OS i Turin i Italien 2006.